# 夢コスモス園

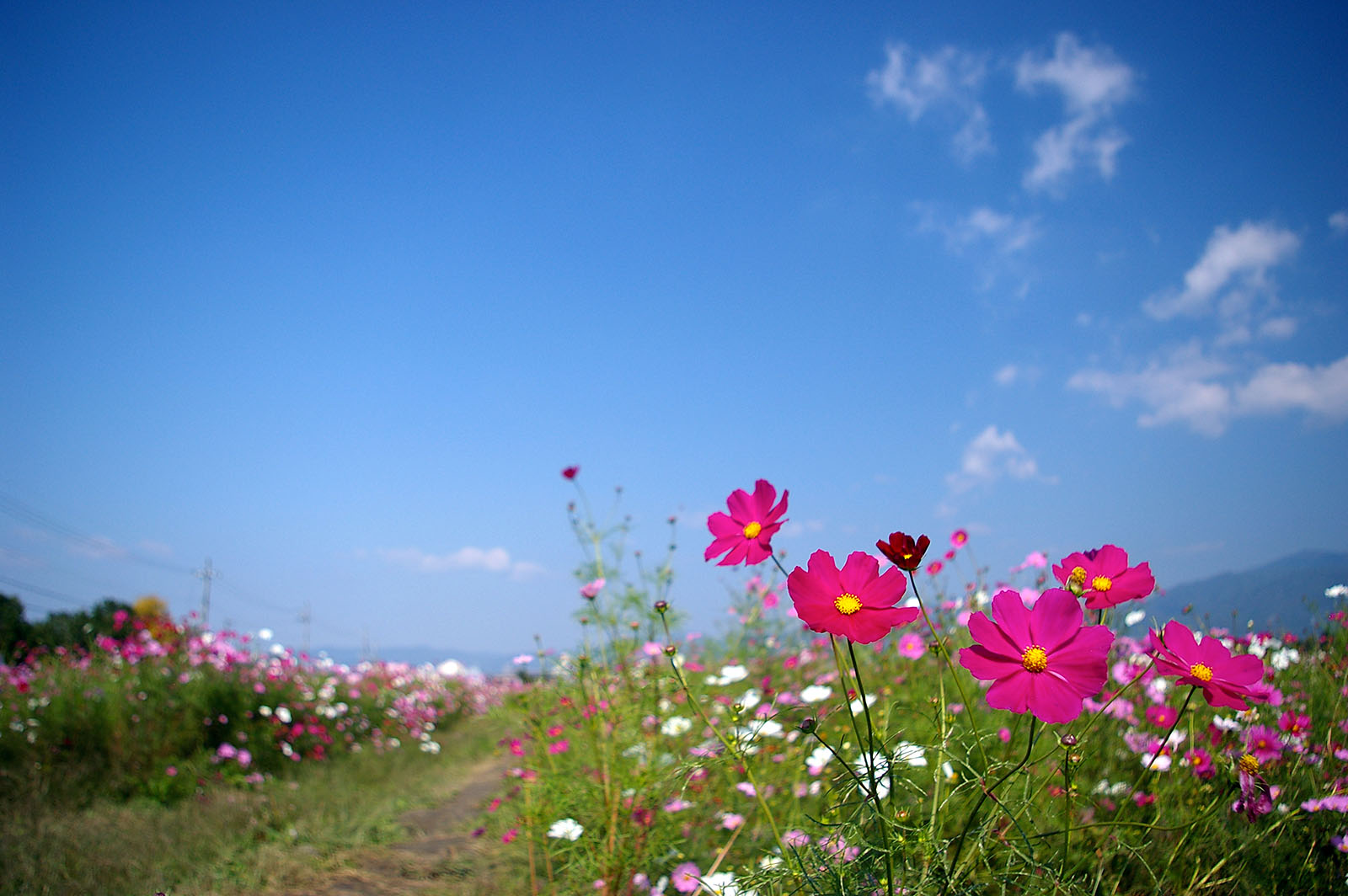
夢コスモス園

夢コスモス園（ゆめコスモスえん）は、京都府亀岡市の亀岡運動公園に隣接する関西最大級のコスモス園である。コスモスの開花時期となる期間（例年、10月～11月頃）に、期間限定で開園される。

## 概要
園内には色とりどりのコスモスが20品種・約800万本あり、見る者の目をなごませる。また、毎年「創作かかしコンテスト」が同時に開催される。コンテスト参加者、来園して投票を行った投票参加者には特産品などの各種景品が贈られている。
マスコットキャラクターは「ココモ」。

## かかしコンテスト
- 2005年 - 最優秀賞かかし　マツケンかかし
- 2006年 - 最優秀賞かかし　大家族